# Jimmy Høyer
Jimmy Høyer er en dansk forfatter og tidligere fodboldspiller og trænerassistent.